# Bernie Moreno
Bernardo Moreno (Bogotá, D.C., 1967. február 14. –) kolumbiai születésű amerikai politikus és üzletember, az Egyesült Államok szenátora Ohióból. A Republikánus Párt tagja, a 2024-es szenátorválasztáson a hivatalban lévő demokrata Sherrod Brownt győzte le. Ruben Gallego arizonai szenátorral együtt az ország történetének első kolumbiai-amerikai szenátorai.
Moreno Bogotában született, családja nem sokkal később az Egyesült Államokba költözött, Floridában nőtt fel, 18 évesen lett amerikai állampolgár. A Michigani Egyetemen végezte tanulmányait, amit követően üzletember lett, és 2005-ben Ohióba költözött. Több autókereskedelmet is működtetett Cleveland közelében, mielőtt a 2010-es évek végén blokklánc-cégekkel kezdett el dolgozni. 2022-ben indult először választáson, de visszalépett az előválasztás előtt.
Az abortusz kivétel nélküli ellenzője, és bár korábban támogatta az LMBT-személyeket, szenátusi kampánya idején sokkal kritikusabb lett a közösség felé. Támogatja az olaj és szén használatát az energiaiparban, régen támogatta az országba illegálisan érkező bevándorlók megsegítését, de később véleményét erről megváltoztatja, támogatja deportálásukat. Ellenezte Ukrajna segítését a 2022-es orosz invázió után, míg támogatta Izraelt a Hamász elleni háborújában. A 2016-os elnökválasztás idején Donald Trumpot elmebetegnek nevezte, még 2019-ben is azt nyilatkozva, hogy semmilyen körülmények között nem támogatná.